# August Siegfried von Goué

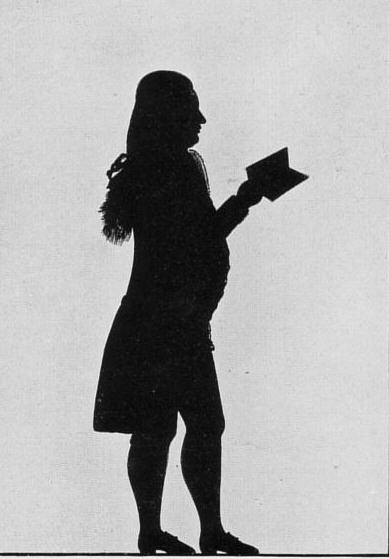
August Siegfried von Goué, Scherenschnitt

August Siegfried von Goué (* 2. August 1743 in Hildesheim; † 26. Februar 1789 in Steinfurt) war ein Jurist, der nach seiner aus den Diensten des Reichskammergericht in Wetzlar von Johann Jakob Höfler hintertriebenen Entlassung Schriftsteller und Freimaurer wurde.

## Leben
August Siegfried von Goué (oder: Goue) war zunächst Hofgerichtsassessor in Wolfenbüttel und von 1767 bis 1771 als Legationssekretär des Subdelegatus des Herzogtums Braunschweig-Wolfenbüttel Johann Jakob Höfler beim Reichskammergericht in Wetzlar tätig. Nach seiner Entlassung lebte er als Privatmann noch bis Juli 1772 in Wetzlar und lernte Goethe kennen, der im Mai 1772 Rechtspraktikant am Reichskammergericht wurde. 1779 trat Goué in den Dienst des Grafen von Bentheim-Steinfurt.
Goué war eine treibende Kraft im theatralischen und geselligen Leben der jüngeren Juristen in Wetzlar. Er war bekannt und berüchtigt durch seine Neigung zu Trunk und Spiel, dabei vielfach schriftstellerisch tätig: Er schrieb Theaterstücke und Gelegenheitsgedichte, gab eine Wochenschrift heraus, parodierte den Hofstaat und tat sich mit Mystifikationen hervor. Über dieses Treiben berichtet Goethe im 12. Buch von Dichtung und Wahrheit. Wiederum regte Goethes Briefroman Die Leiden des jungen Werthers Goué zum Trauerspiel Masuren oder der junge Werther (1775) an. Die gleichzeitig erschienene Berichtigung der Geschichte des jungen Werthers nimmt auf die Geschehnisse in Wetzlar Bezug.
Bekannt wurde Goué durch seine Schriften über die Freimaurerei („Ueber das Ganze der Maurerei“, 1782, umgearbeitet 1788) und sein verwirrendes Spiel mit Geheimorden und ihren Riten („Der hoeere Ruf“, 1768, 2. vermehrte Aufl. 1769).
Er starb 1789 im Alter von 46 Jahren, fast auf den Tag genau 8 Jahre nach Johann Jakob Höfler.